# Nomada pampicola
Nomada pampicola är en biart som beskrevs av Holmberg 1886. Nomada pampicola ingår i släktet gökbin, och familjen långtungebin. Inga underarter finns listade i Catalogue of Life.